# Luke Perry (siatkarz)
Luke Perry (ur. 20 listopada 1995 w Murdoch) – australijski siatkarz, grający na pozycji libero, reprezentant Australii. 
Od dłuższego czasu mieszka w Perth. Ma dwóch braci Nicka i Daniela. Od 14. roku życia gra w siatkówkę.
Założył swoją akademię siatkówki pod nazwą Luke Perry Volleyball Academy.

## Sukcesy klubowe
Liga niemiecka:
- 2017, 2018
- 2016

Puchar CEV:
- 2022[3]

Liga francuska:
- 2022[9]

Puchar Polski:
- 2024[10]

Liga polska:
- 2024[11], 2025[12]

Superpuchar Polski:
- 2024[13]

Liga Mistrzów:
- 2025[14]

## Sukcesy reprezentacyjne
Mistrzostwa Azji, Australii i Oceanii:
- 2019

## Nagrody indywidualne
- 2016: Najlepszy libero kwalifikacyjnego turnieju interkontynentalnego do Igrzysk Olimpijskich 2016
- 2025: Najlepszy libero turnieju finałowego Ligi Mistrzów[15]